# Nils Jakob Nymansson
Nils Jakob Nymansson, tidigare Nyman, född 1 maj 1735 i Björklinge församling, Uppsala län, 27 mars 1777 i Ulrika Eleonora församling, Stockholms stad, var en svensk präst.

## Biografi
Nils Jakob Nymansson föddes 1735 i Björklinge församling. Han var son till kyrkoherden Johan Nyman och Charlotta Kyronius. Nymansson blev 22 oktober 1747 student vid Uppsala universitet. Han prästvigdes 23 maj 1757 i Uppsala domkyrka och blev huspredikant hos kammarherren David Stierncrona. Nymansson avlade 20 juni 1758 magisterexamen vid Uppsala universitet och blev i maj 1760 pastorsadjunkt i Jakob och Johannes församling. Den 16 juni 1764 avlade han pastoralexamen i Uppsala och föreslogs till komminister i Sankt Nikolai församling 1765. Han blev 7 januari 1766 vice konsistorienotarie i Stockholm, ordinarie 21 oktober 1766. Nymansson blev kunglig hovpredikant 25 juli 1768 och kyrkoherde i Ulrika Eleonora församling 12 juni 1770. Han blev 26 juni 1770  Assessor vid Stockholms konsistorium och utnämndes 27 mars 1776 till kyrkoherde i Värmdö församling. Nymansson avled av lungsot 1777 i Ulrika Eleonora församling. Ett griftetal över Nymansson hölls av Arnold Asplund.
Nymansson var ledamot av uppfostringskommissionen 12 mars 1773. Ett porträtt av honom finns i Ulrika Eleonora församling.

## Familj
Nymansson gifte sig 10 december 1768 med Ulrika Grave (1742–1800). Hon var dotter till brukspatronen Sebastian Grave och Anna Christina Chenon. Grave hade tidigare varit gift med kanslerssekreteraren Johan Öhrgren (1733–1766). Nymansson och Grave fick tillsammans barnen Christina Charlotta Nymansson (1770–1818) som gifte sig med vice presidenten Johan Magnus Crusenstolp, registratorn Jakob Ulrik Nymansson (1771–1800), advokatfiskalen Olof Sebastian Nymansson (1773–1806) och Dionysius Johan Nymansson (1775–1775). Efter Nymanssons död gifte Grave om sig med kyrkoherden Olof Reinholdsson i Borås församling.

### referenser
1. 1 2 3 4 5 6 7 8 9 10 11  Gunnar Hellström, Stockholms stads herdaminne från reformationen intill tillkomsten av Stockholms stift : Biografisk matrikel, 1951, s. 591, läs online, läst: 26 november 2021.[källa från Wikidata]
2. 1 2 3  Hellström, Gunnar (1951). Stockholms stads herdaminne från reformationen intill tillkomsten av Stockholms stift: biografisk matrikel. Monografier / utgivna av Stockholms kommunalförvaltning ; [11]. Stockholm: Stockholms kommunförvaltning. sid. 591. Libris 24465. https://runeberg.org/sthlmherd/0592.html